# Lodewijk De Vriese
Lodewijk De Vriese (Gent, 8 oktober 1848 - aldaar, 15 april 1932) was een Belgisch uitgever.

## Levensloop
De Vriese, afkomstig van een Gentse liberale burgerfamilie, was sterk antiklerikaal, wat hem onder meer zijn job kostte als gemeenteambtenaar in Evergem, en hem later als provincieambtenaar ook meermaals in conflict bracht met de katholieke gouverneur Theodoor de T'Serclaes de Wommersom. Uiteindelijk nam hij in 1874 ontslag. 
Als liberaal publicist was hij onder meer journalist bij Het Volksbelang. Na zijn ontslag bij het provinciebestuur opende hij een boekhandel en uitgeverij in de Pollepelstraat in Gent, en werd hij de meest productieve liberale uitgever van zijn tijd. Hij verspreidde meer dan vijftig liberale strijdbladen, maar sloot zijn uitgeverij in 1886.
Op latere leeftijd maakte De Vriese nog naam als heemkundige. Hij werkte mee aan de Wereldtentoonstelling van 1913 en schreef tal van werken over Gent en de Gentenaars.